# Satyricon (1969.)
Satyricon je talijanska nadrealna drama iz 1969. koju je režirao Federico Fellini po romanu Petroniusa iz 60. godine nakon Krista. Film nema prave radnje nego je sastavljen od hrpa epizoda koje se odvijaju u antičkom Rimu. Stoga su mnogi kritičari bili različitog mišljenja u vrednovanju ostvarenja.

## Filmska ekipa
Režija: Federico Fellini
Glume: Martin Potter (Encolpio), Hiram Keller (Ascilto), Max Born (Gitone), Salvo Randone (Eumolpo), Magali Noel (Fortunata) i dr.

## Radnja
Antički Rim u doba Nerona. Studenti Encolpius i Ascyltos se dosađuju te stalno traže nova hedonistička iskustva, ne srameći se i homoseksualnih odnosa. Potuku se za naklonost androginog dječaka Gitona. Encolpius izbavi Gitona od ropstva ludog kazališta ali ovaj izabere Ascyltosa koji s njim provede noć. Potres uništi grad te spasi Encolpiusa od samoubojstva. U sljedećem prizoru Encolpius razgledava neku vrstu muzeja te uživa u raskošnoj gozbi s imperatorom Pompejom koji da smaknuti nekog siromašnog pjesnika. Encolpius, Ascyltos i Giton se nađu kao robovi na brodu za kapetanovu zabavu, ali bivaju oslobođeni kada ovaj biva smaknut. Kasnije pomognu lopovu oteti hermafrodita proroka iz hrama, ali taj umre od žeđi. Za kaznu, Encolpius se nađe u borbi s Minotaurom u nekom labirintu, a kasnije postane impotentan zbog prokletstva boga Priapusa (njegov “mač je otupio”) pa krene u Afriku po vješticu Onoteju kako bi ga ova izliječila.

## Nagrade
- Nominacija za Oscara (najbolja režija).
- Nominacija za Zlatni globus (najbolji strani film).

## Kritike
“Satyricon” je polarizirao kritiku više nego većina Fellinijevih ostvarenja – jednima se učinio kao briljantan surealni film, dok su ga drugi odbacili kao suludu i nategnutu besmislicu. Roger Ebert je bio jedan od onih koji su hvalili film: “Fellinijev “Satyricon” je bio objavljen 1970., a ja sam bio spreman na njega; neki će reći da je ovo krvav, tanak i oduran film  - napisao sam tada. Uistinu, ljudi su masovno napuštali kino dvoranu u kojoj sam bio. Ali “Satyricon” je svejedno remek-djelo, a filmovi koji se usuđuju staviti sve na kocku ne mogu zadovoljiti sve. Danas više nisam siguran je li remek-djelo, osim kao ekspresionistički eksperiment duha svijeta 1970. u kojem smo oboje živjeli. Ali je toliko ambiciozniji od većine toga što vidimo danas, tako da stavlja današnja plaha vremena u sram…Poput većine likova u antičkim mitovima, i ovi nemaju psihologiju; oni reagiraju prema njihovoj prirodi, bez spoznaje ili mogućnosti promjene karaktera. Oni su čvrsto obilježeni mitom koji ih sadrži…Ovo je film koji obrađuje vizualni eksces kao nijedan drugi, pokazujući svijet nemoralnosti, okrutnosti, prezira i strasti”. 
Film su hvalili i James Kendrick, koji je napisao: “Skup, epski i snovit kaos od filma”, te Vincent Canby, koji je zaključio: „Ovo je surealni ep koji, vjerujem, će nadživjeti sve svoje interpretacije“. S druge strane, Jeffrey M. Anderson je otvoreno priznao da mu se film nije svidio: “Naklonost koju je publika tada gajila prema Felliniju je jedini razlog zašto je taj veliki redatelj uspio proći sa snimanjem tako velikog konjskog sranja. Snimljen prema knjizi Petroniusa, ovaj film je ili slavlje depriviranosti ili upozorenje protiv bezbožnosti, no nitko ne zna koje a Fellini se ne trudi napraviti jasnu razliku. “Satyricon” nema radnje, nego samo niz epizoda…Negdje između njegove neo-realistične faze i “Slatkog života” iz 1960. je Fellini poludio. Jurio je glavom bez obzira prema svijetu punom divovske megalomanije, praveći ogromne, groteskne filmove koje služe samim sebi. Čak je počeo i davati svoje ime u naslove filmovima; “Felliniev Satyricon”, “Fellinijev Rim” i “Fellinijev Casanova”…Fellini je htio da njegovi ljubitelji budu prosvjetljeni i odneseni snagom ovog filma. No 30-ak godina kasnije, mi samo osjećamo gađenje i dosadu”.

## Vanjske poveznice
- Satyricon u internetskoj bazi filmova IMDb-a
- Recenzije na Rottentomatoes.com
- Esej o filmu